# 塔莫·库特斯
塔莫·库特斯（1963年4月11日—）爱沙尼亚海洋科学家，1989年毕业于塔尔图大学，曾效力于北大西洋公约组织科研机构，2018年中共中央军委联合参谋部情报局通过智库的名义招募库特斯，通过2万美元的金钱报酬、到亚洲国家免费旅游、豪华住处、米其林餐厅的食品换取情报。当时，库特斯的工作内容有限，并未泄露军事情报。2020年9月9日被爱沙尼亚政府逮捕，2021年3月21日因为中华人民共和国从事间谍活动而被判刑3年。